# Раздел Британской Индии

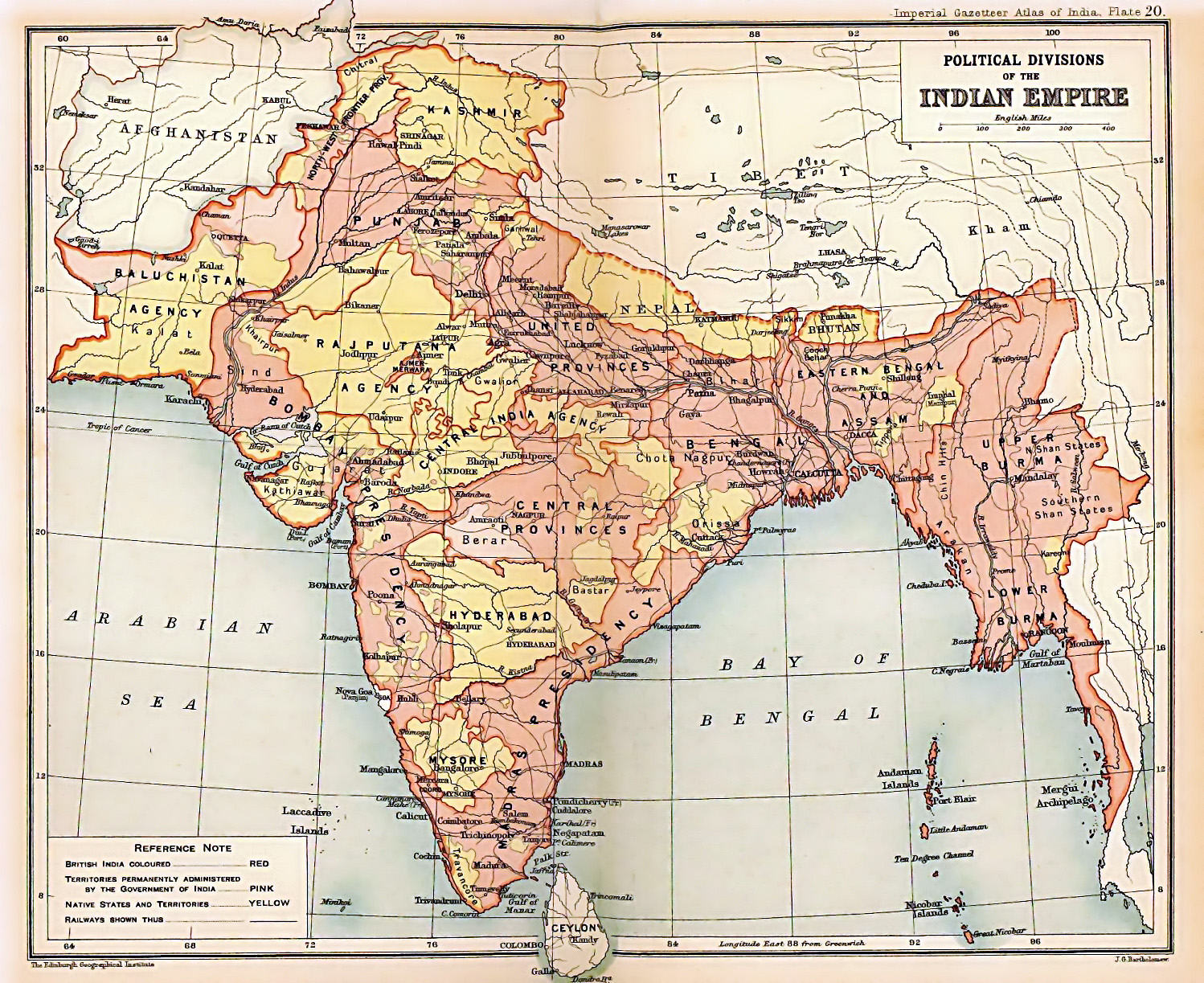
Карта Британской Индии на 1909 год, туземные княжества выделены жёлтым.

Разде́л И́ндии (англ. Partition of India) — процесс разделения бывшей британской колонии Британская Индия на независимые государства доминион Пакистан (14 августа 1947 года) и Индийский Союз (15 августа 1947 года). Это событие привело к крупным кровопролитным столкновениям, в которых, по официальным данным, погибло около 700 тыс человек, а также к массовым миграциям населения (около 18 млн человек, из которых почти 4 млн «не были обнаружены» при последующих переписях).
Термин не относится к следующим событиям:
- отделение Цейлона (отдельная колония с 1798 года, фактическая независимость — с 1948 года, полная — с 1972 года)
- отделение Бирмы (отдельная колония с 1937 года, независимость с 1948 года)[2]
- отделение Бангладеш от Пакистана в 1971 году
- территориальный спор между Индией и Пакистаном по поводу Кашмира
- формальное существование Сиккима как «государства под суверенитетом Индии» в 1947—1975[3] (затем вошёл в Индию как 22-й штат)
- независимость Непала, Бутана и Мальдивских островов (имеющие давние связи с Индией, они никогда не включались в состав Британской Индии, и их границы никак не были затронуты последствиями раздела).

## Предыстория

### Конец XIX — начало XX веков

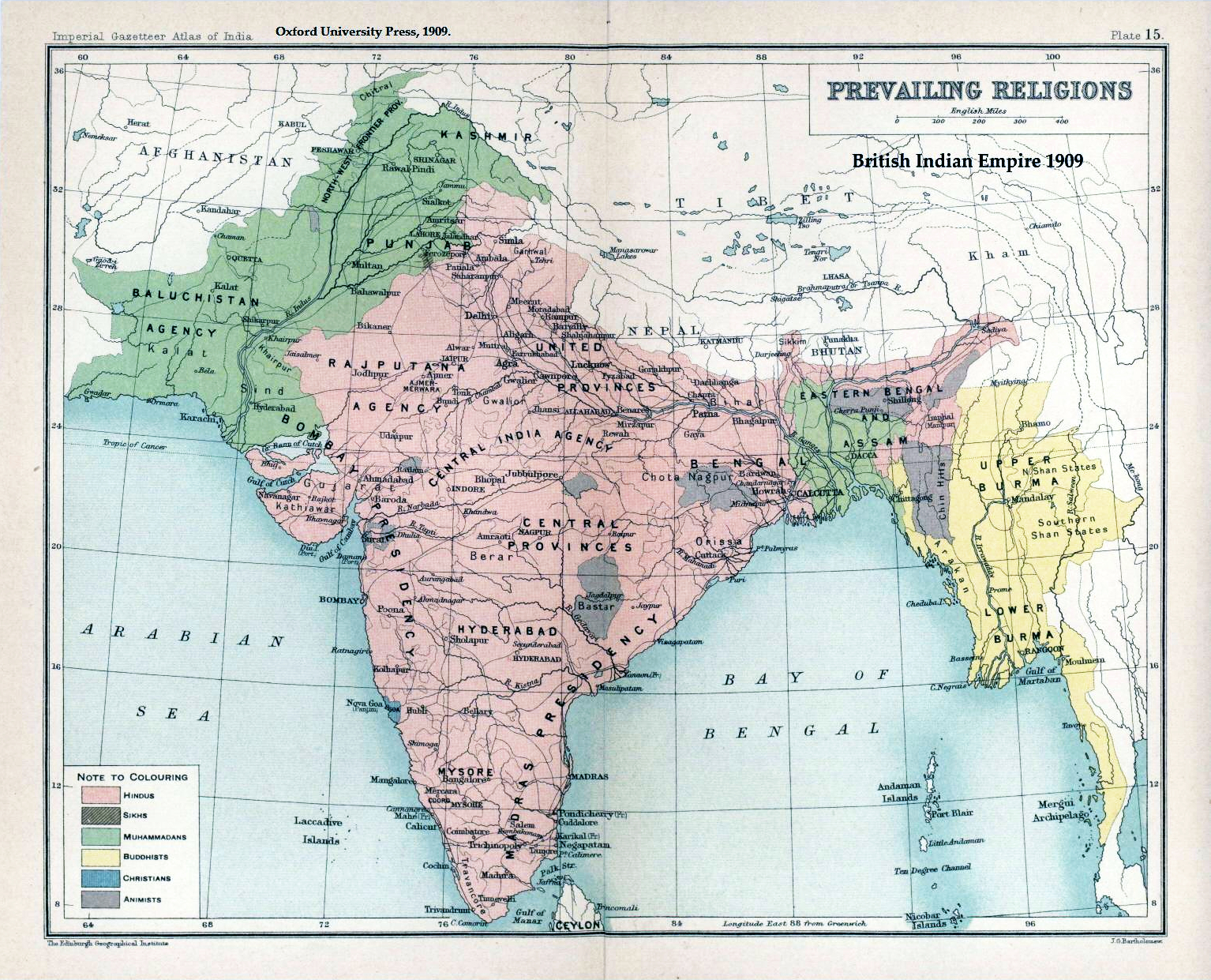
Основные религии Британской Индии по состоянию на 1909 г.
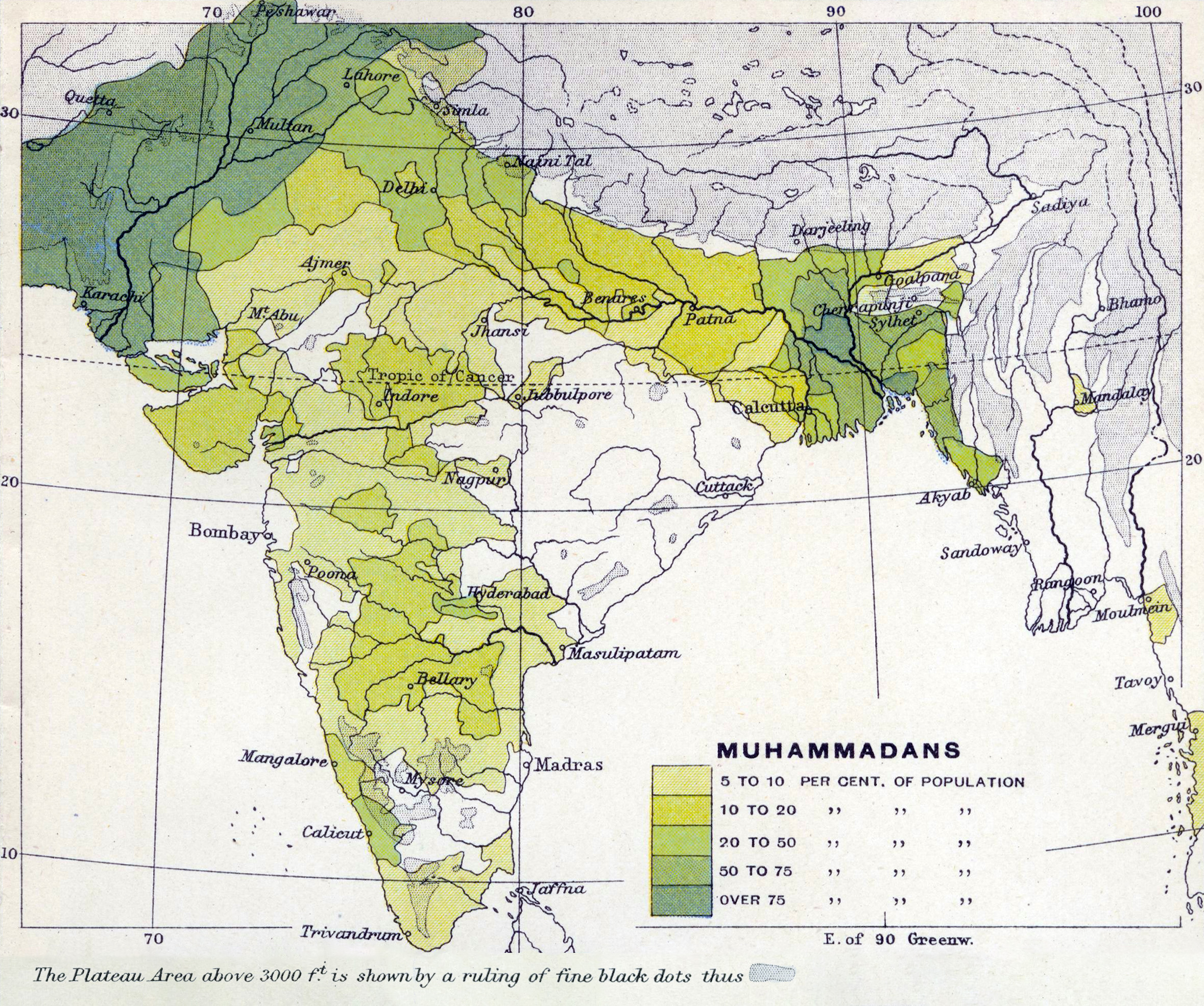
Процент мусульман по состоянию на 1909 г.
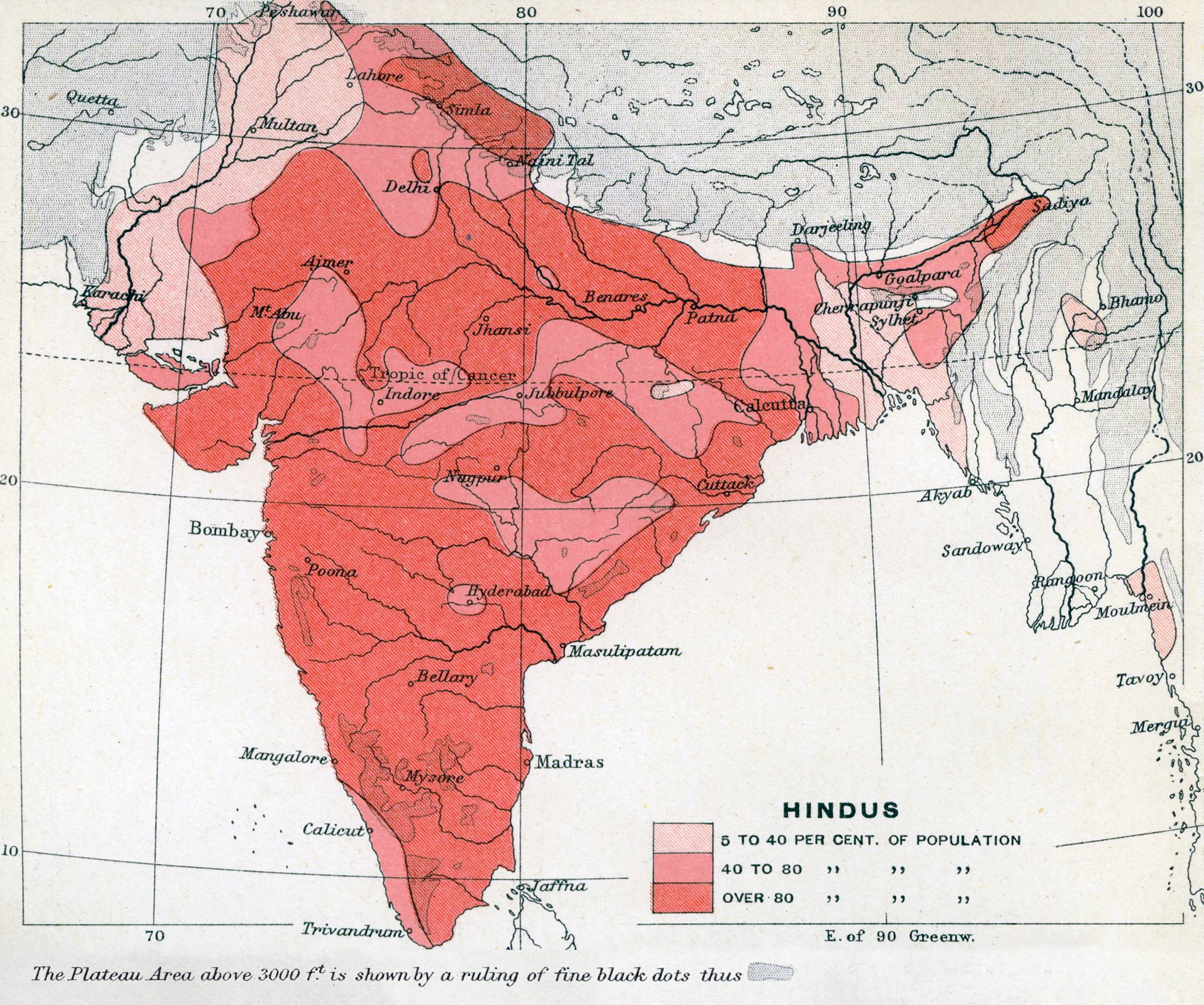
Процент индусов по состоянию на 1909 г.
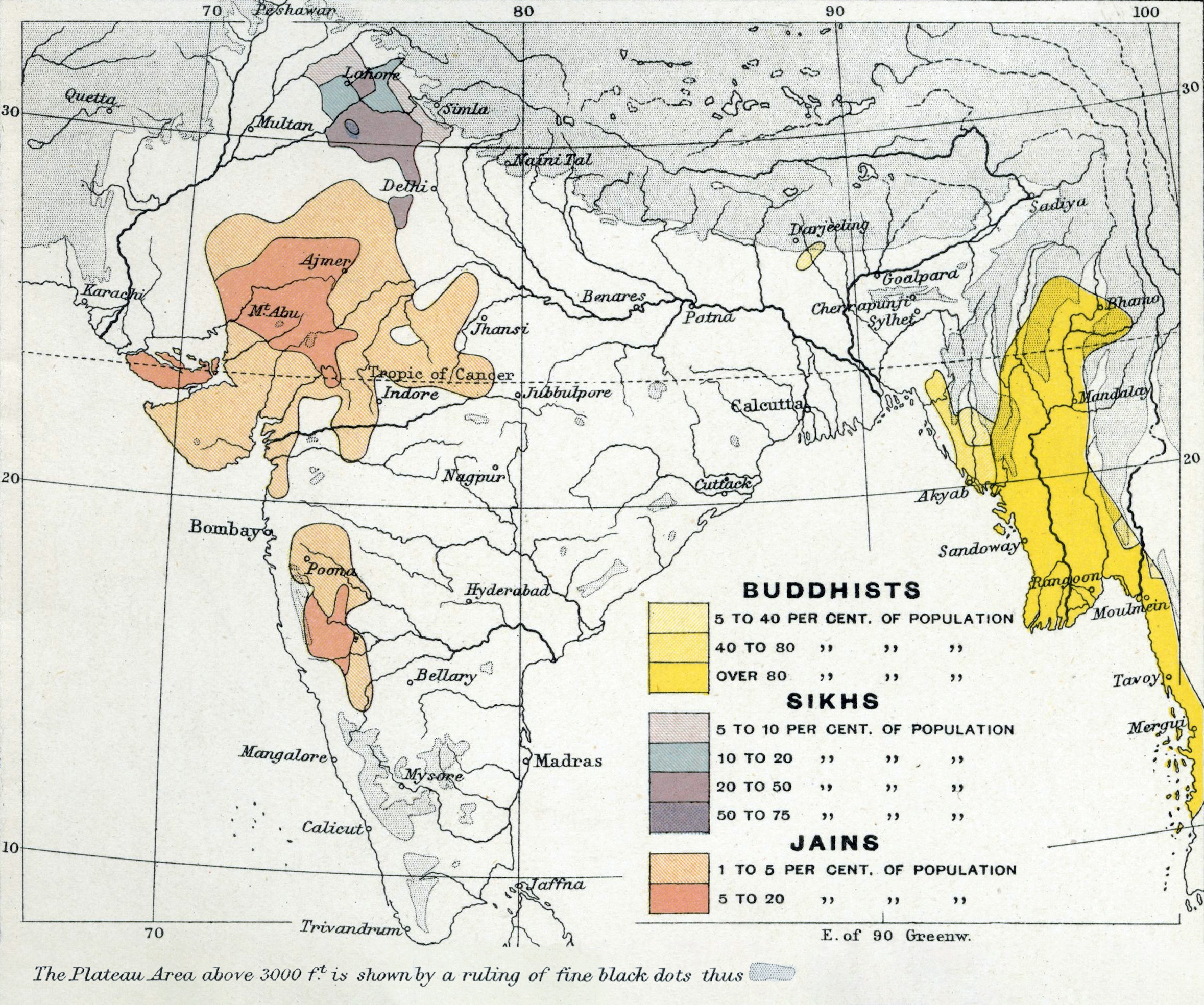
Процент буддистов, сикхов и джайнов по состоянию на 1909 г.
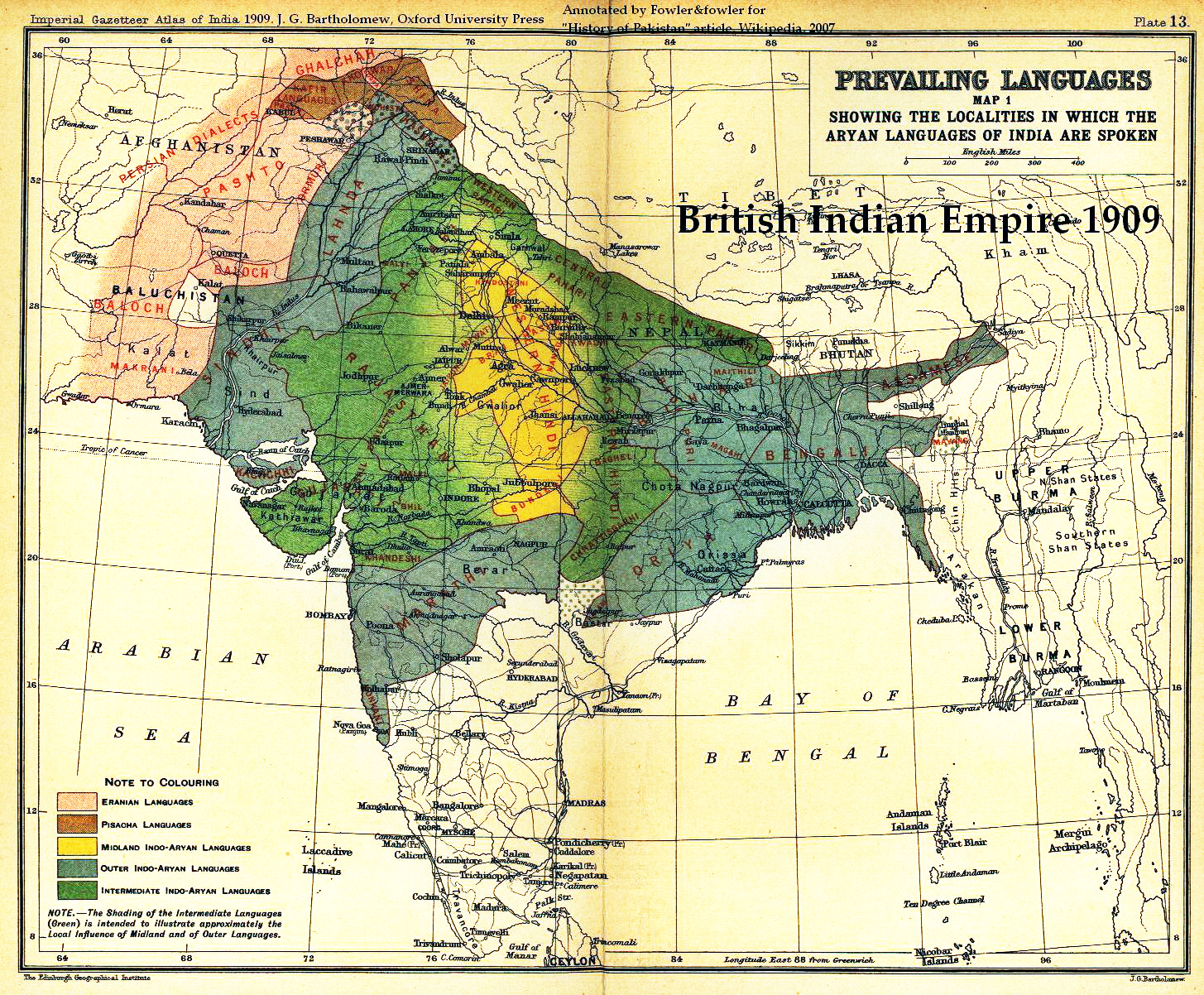
Основные языки по сост. на 1909 г. (северные регионы)
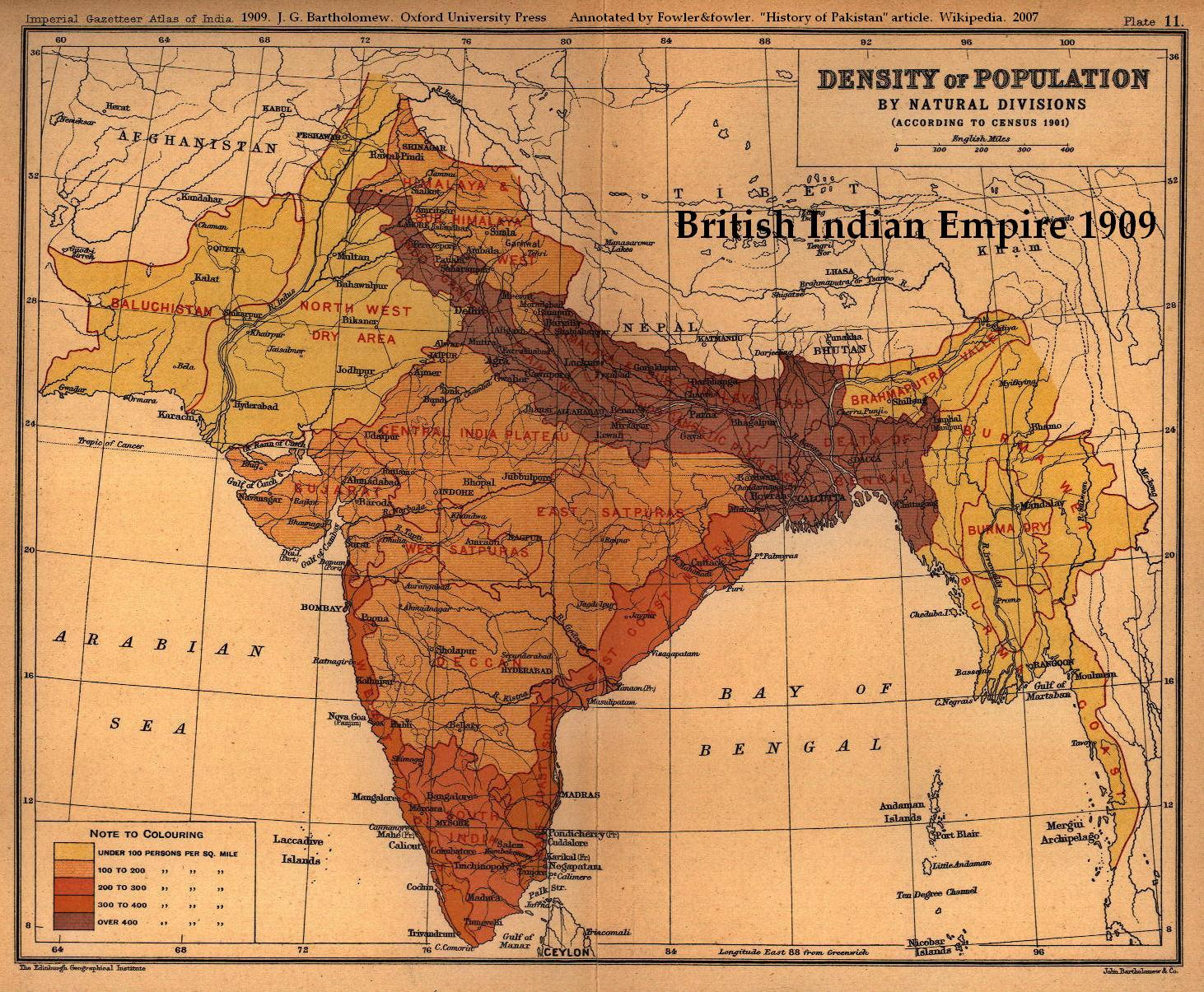
Плотность населения (1901).

### 1920—1932
Всеиндийская мусульманская лига была образована в Дакке в 1906 году мусульманами, которые с неодобрением относились к преобладанию индусов в Индийском национальном конгрессе и его светской направленности. Среди первых, кто выдвинул требование отдельного государства для мусульман Британской Индии, был писатель и философ Аллама Икбал, который обратился с таким требованием в своей председательской речи на конгрессе лиги в 1930 году, указав на опасность превращения полуострова Индостан в контролируемое индусами государство.
С аналогичным требованием выступила ассамблея Синдха в 1935 году Икбал, Маулана Мохаммад Али Джоухар и ряд других деятелей приложили немало усилий, чтобы убедить М. А. Джинну, который до того времени агитировал за единство мусульман и индусов, возглавить движение за новую мусульманскую нацию. К 1930 году Джинна начал приходить к убеждению, что в объединённой Индии судьба меньшинств (в том числе мусульман) будет целиком зависеть от индуистов, преобладающих в Конгрессе. Лига мусульман во главе с Джинной получила плохие результаты на выборах в местные органы власти в 1937 году.

### 1932—1942
В 1940 году Джинна выступил с заявлением на конференции в Лахоре, в тексте которого имелись весьма завуалированные намёки на создание отдельной «мусульманской нации». Хотя документ ещё не содержал территориальных требований, именно территориальные претензии стали основным предметом споров между мусульманами и индусами в следующие 7 лет. В то время все мусульманские партии не желали раздела Индии.
Организации индусов — такие, как «Хинду Махасабха» и др., хотя также противостояли разделу страны, в то же время настаивали на размежевании (власти, влияния, земель и др.) между индусской и мусульманской общинами. В 1937 году на 19-й сессии «Хинду Махасабха» в Ахмадабаде Вир Саваркар в своём председательском обращении заявил:
В настоящее время Индию нельзя считать унитарной и однородной нацией, но напротив, есть две нации в одной — индусы и мусульмане.
Большинство лидеров Индийского национального конгресса были сторонниками светского государства и решительно противостояли требованиям разделить Индию по религиозному признаку. Махатма Ганди и Аллама Машрики считали, что индусы и мусульмане могут и должны жить в дружбе. Ганди возражал против раздела, заявляя, что:
Вся моя душа восстаёт против идеи, что индуизм и ислам представляют две антагонистические культуры и доктрины. Принять такую доктрину — для меня всё равно что отвергнуть Бога.
Многие годы Ганди и его сторонники боролись за то, чтобы удержать мусульман в партии «Индийский национальный конгресс» (массовый исход мусульманских активистов из партии начался в 1930-е гг.), что раздражало как индийских активистов, так и мусульманских националистов (Ганди был убит вскоре после раздела Индии индусом Н. Годзе, который считал, что Ганди умиротворял мусульман за счёт индусов). Политические и общинные лидеры с обеих сторон подогревали взаимное подозрение, которые выплеснулись наружу во время организованных мусульманской лигой бунтов, в частности, в День прямого действия в августе 1946 г. в Калькутте, когда более 5000 человек были убиты, и многие ранены. По мере того, как рушился порядок по всей северной Индии и Бенгалии, росло давление со стороны тех, кто желал политического раздела территории бывшей колонии как средства избежать дальнейших беспорядков.

### 1942—1946
До 1946 года определение Пакистана в требованиях Мусульманской лиги было настолько расплывчатым, что его можно было понимать и как отдельное государство, и как члена Индийской конфедерации.
Некоторые историки полагают, что Джинна намеревался использовать угрозу раздела как предмет торговли, чтобы добиться большей независимости от Индии населённых мусульманами провинций на западе Британской Индии.
Другие историки утверждают, что Джинна в реальности видел Пакистан простирающимся даже на территории, где индусы составляли большинство. По крайней мере, Джинна приложил немало усилий к аннексии Кашмира, княжества, населённого преимущественно мусульманами, а также Хайдарабада и Джунагадха, княжеств с преимущественно индусским населением, но мусульманскими правителями.
Британская колониальная администрация не имела прямой власти над всей территорией Британской Индии: провинции управлялись непосредственно британской властью, а «княжества» — на основании многочисленных соглашений о разделе власти между ними и британцами. Британская колониальная администрация состояла из Государственного секретаря по делам Индии (Secretary of State for India), Индийской администрации (India Office), генерал-губернатора Индии и Индийской гражданской службы (Indian Civil Service). Зарегистрированными политическими партиями были следующие: Всеиндийская мусульманская лига, Коммунистическая партия Индии, Индусская Махасабха, Индийский национальный конгресс, Хаксар Техрик и Юнионистская мусульманская лига (последняя действовала в основном в Пенджабе).

## Раздел 1947 года

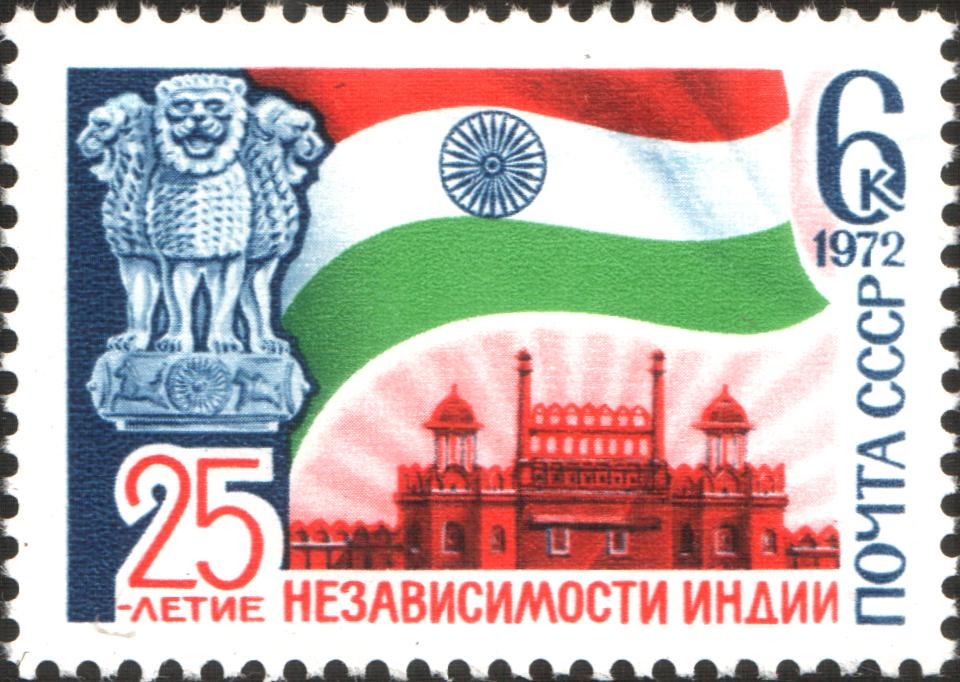
Марка СССР 1972 года. 25 лет независимости Индии

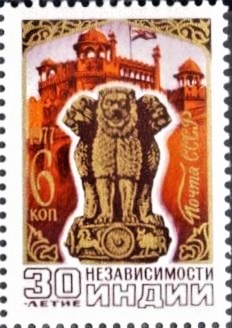
Марка СССР 1977 года. 30 лет независимости Индии

Две отдельные страны юридически возникли в полночь 15 августа 1947 года. Церемония передачи власти была проведена днём раньше в Карачи, который в то время стал столицей новообразованного доминиона Пакистан, благодаря чему британский вице-король Луис Маунтбаттен смог присутствовать на церемонии как в Карачи, так и в Дели. Ещё одной причиной было то, чтобы возникновение Пакистана не выглядело как его отделение от суверенной Индии. Поэтому Пакистан празднует день независимости 14 августа, а Индия — 15 августа.

### План Маунтбеттена

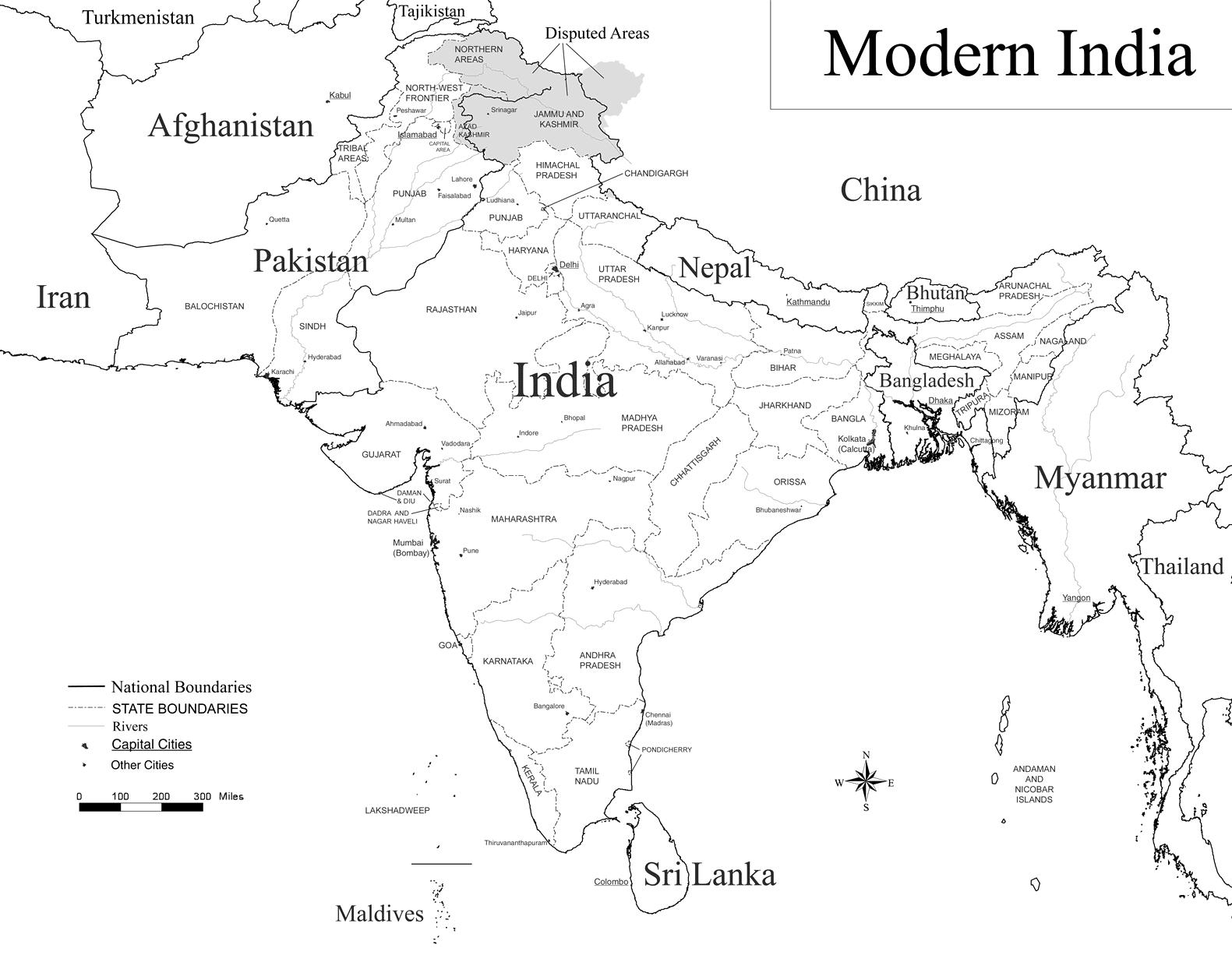
Страны современного полуострова Индостан

Фактический раздел между двумя новыми доминионами был проведён в соответствии с «Планом 3 июня», известным также как План Маунтбеттена.
Граница между Индией и Пакистаном была определена на основании отчёта британской правительственной комиссии и первоначально называлась «линия Рэдклиффа» (по имени лондонского юриста Сирила Рэдклиффа). Пакистан возник как два не соединённых друг с другом анклава — Восточный Пакистан (ныне Бангладеш) и Западный Пакистан (ныне собственно Пакистан), между которыми лежала Индия. Пакистан был образован из территорий, населённых преимущественно мусульманами, а Индия — преимущественно индуистами.
18 июля 1947 года британский парламент принял Акт о независимости Индии, завершивший формальное разделение. В Акт об управлении Индией 1935 г. были внесены поправки, чтобы создать законные основы существования двух новых доминионов. После разделения Пакистан стал новым членом ООН. Индийский союз, образованный из штатов с преобладанием индуизма, принял название Индия, что автоматически дало ему право унаследовать в ООН место Британской Индии (член ООН с 1945 г.) и стать её правопреемником.
625 княжествам была дана возможность сделать выбор, к какой из двух стран присоединиться.

### Установление границ: линия Рэдклиффа
Прежде чем Комиссия по границам начала формальные слушания, были назначены правительства для восточной и западной части Пенджаба. Территория британской провинции была временно разделена, основываясь на преобладании индусского или мусульманского населения в округах. Как в Пенджабе, так и в Бенгалии, комиссия по границам состояла из двух мусульманских и двух немусульманских судей под председательством сэра Сирила Рэдклиффа. Цель пенджабской комиссии была сформулирована следующим образом: «Провести демаркацию границ между двумя частями Пенджаба, основываясь на определении районов с преобладанием мусульманского и немусульманского населения. В выполнении этой задачи, принимать во внимание также и другие факторы». Каждая из сторон (мусульмане и конгресс/сикхи) выдвинули свои требования посредством совета, не имевшего права принимать решения. Судьи также не обладали мандатом на компромисс и по всем важным вопросам голосовали два голоса против двух, оставляя в руках Сирила Радклиффа ответственность принимать решения.

### Массовые миграции населения
Сразу же после официального раздела начался массовый «обмен населением» между двумя государствами, который продолжался несколько месяцев. После утверждения официальных границ около 14,5 миллиона людей пересекли их, надеясь обрести относительную безопасность среди единоверцев. По данным проведённой в 1951 году Переписи перемещённых лиц, вскоре после раздела 7 226 000 мусульман переехали в Пакистан (включая нынешний Бангладеш) из Индии, в то время как 7 249 000 индусов и сикхов переехали в Индию из Пакистана (включая нынешний Бангладеш). Около 11,2 млн чел. или 78 % общего обмена населения произошло на западе, большей частью в Пенджабе; 5,3 млн мусульман переселилось из Индии в Западный Пенджаб в Пакистане, 3,4 млн индусов и сикхов переселилось из Пакистана в Восточный Пенджаб в Индии.
Новообразованные правительства были совершенно не готовы справляться с миграциями такого масштаба, что привело к массовому насилию по обеим сторонам границы. Количество жертв, по разным оценкам, колеблется в районе 500 тыс. (по минимальным оценкам — 200 тыс., по максимальным — около 1 млн.).

### Пенджаб
Индийский штат Пенджаб был создан в 1947 году, когда при разделе Индии бывшая провинция Британской Индии Пенджаб была поделена между Индией и Пакистаном. Мусульманская западная часть провинции стала пакистанской провинцией Пенджаб, а восточная часть, — населённая в основном индусами и сикхами, — индийским штатом Пенджаб. Много индусов и сикхов проживало на западе, а много мусульман — на востоке, что и послужило причиной массового переселения и кровавых столкновений при разделе. Лахор и Амритсар оказались в самом сердце конфликта, англичане не знали, сделать ли их частью Индии или Пакистана. В конце концов они решили, что оба города были частью Пакистана, но из-за отсутствия достаточного контроля на границе Амритсар стал частью Индии, а Лахор — Пакистана.

### Бенгалия
Бывшая провинция Британской Индии Бенгалия была разделена на две части. Западная Бенгалия отошла к Индии, а Восточная Бенгалия — к Пакистану. В 1955 году Восточная Бенгалия была переименована в Восточный Пакистан и в 1971 году стала независимым государством Бангладеш.

### Синдх
Предполагалось, что синдхи-индусы после раздела останутся в Синдхе, поскольку там традиционно существовали хорошие отношения между индусами и синдхами-мусульманами. Ко времени раздела в Синдхе проживало около 1,4 млн синдхов-индусов, большинство которых жило в таких городах, как Хайдарабад, Карачи, Шикарпур и Сукхур. Тем не менее, в течение всего лишь года около 1,2 млн из них были вынуждены покинуть родные места и отправиться в Индию, поскольку по мере прибытия в Синдх мусульман-мигрантов из индусских регионов участились нападения на индусские дома. Синдхи-индусы в наибольшей степени пострадали от раздела, поскольку они потеряли не только дома, но и свою родину (в отличие от пенджабцев, которые традиционно проживали как на землях будущего Пакистана, так и на землях будущего индусского государства).

## Беженцы

### Пенджабские беженцы в Дели
По оценкам, 25 млн человек — индусы, мусульмане и сикхи (по состоянию на 1947 год) — пересекли новые границы, чтобы оказаться на «своих» территориях. Оценки основаны на сравнении данных переписей, проводившихся в 1941 и 1951 годах, с поправками на прирост населения в областях миграций.
Город Дели принял самое большое число беженцев по сравнению с другими городами — население Дели выросло за период 1941—1951 от 1 до почти 2 млн (переписи Индии 1941 и 1951 гг). Беженцев поселяли в различных исторических и военных местах, как Старый Форт Пурана-Кила, Красный Форт, в военных казармах в Кингсуэе (в районе нынешнего Делийского университета).
Позднее в лагерях беженцев стало появляться всё больше постоянных домов благодаря крупномасштабной программе строительства, развёрнутой правительством Индии с 1948 года. Были также начаты программы по образованию беженцев, предоставлению им работы, дешёвых займов для начала своего бизнеса и т. д. Тем не менее, беженцы в Дели получили гораздо больше выгоды от указанных программ, чем беженцы в других местах.

### Беженцы, осевшие в Индии
Многие сикхи и индусы-пенджабцы поселились в индусских частях Пенджаба и Дели. Индусы родом из Восточного Пакистана (ныне Бангладеш) поселились в Восточной Индии и Северо-Восточной Индии, многие осели в соседних штатах, например, Западный Бенгал, Ассам, и Трипура. Некоторые мигранты были отправлены на Андаманские острова.
Индусы синдхи остались без родины. Ответственность за их реабилитацию взяло на себя их правительство. Для них были устроены лагеря беженцев. Тем не менее ни один синдх-индус не получил ни малейшей помощи от Правительства Индии, и многие так и не получили какой-либо компенсации от индийского правительства.
Многие беженцы справились с «травмой» нищеты. Потеря родины же оказала более глубокий и длительный эффект на культуру синдхи, можно сказать, что в Индии она находится в упадке.
В конце 2004 года диаспора синдхи противостояла в общественном судебном процессе в Верховном суде Индии по обращению к правительству Индии об удалении слова «Синдх» из индийского национального гимна (написанного Рабиндранатом Тагором до раздела) на основании того, что это посягало на суверенность Пакистана.

### Беженцы, осевшие в Пакистане
Беженцы, прибывшие в Пакистан — там их называли мухаджирами — происходили из различных регионов Индии. В частности, туда прибыло значительное число пенджабцев из Восточного Пенджаба, спасающихся от массовых беспорядков. Несмотря на экономические трудности, затруднительные условия проживания, пенджабцы в Пакистане не испытывали проблем с культурной и лингвистической ассимиляцией — напротив, до сих пор пенджабцы составляют в Пакистане влиятельное большинство, хотя их язык получил не государственный, а лишь региональный статус.
С другой стороны, с подобными проблемами столкнулись мусульмане, прибывшие в Пакистан из других частей Индии — нынешних Раджастхана, Уттар-Прадеш, Мадхья-Прадеш, Гуджарата, Бихара, Хайдарабада и других. Потомки этих непенджабских беженцев в Пакистане часто считают себя мухаджирами, в то время как ассимилированные пенджабские беженцы больше не делают этого политического различия. Большое число пенджабских беженцев поселились в Синдхе, особенно в городах Карачи и Хайдарабад. Они объединены своим статусом беженцев и родным языком урду и составляют значительную политическую силу в Синдхе.
В 1970-е годы для поддержки интересов беженцев и их потомков сформировалось мухаджирское движение. Со временем движение обросло сторонниками из местного населения и было переименовано в Движение Муттахида Кауми; в настоящее время это наиболее влиятельная либеральная партия в Пакистане.

## Последствия

### Индия и Пакистан
Раздел стал причиной массового насилия, но несмотря на это, Индия и Пакистан прилагали усилия для налаживания отношений. Один из самых больших споров произошёл из-за Кашмира:
- Первая индо-пакистанская война 1947 года: при поддержке пакистанских войск племенные вожди организовали вторжение в Кашмир, который ранее отошёл к Индии решением правителя княжества, Хари Сингха, несмотря на то, что большинство населения княжества составляли мусульмане. Решение ООН не удовлетворило ни одну из сторон.
- Вторая индо-пакистанская война 1965 года: вооружённые группы при поддержке пакистанских войск вторглись в индийскую часть Кашмира. Результат неоднозначен, большинство источников считает, что победила Индия[11].
- Третья индо-пакистанская война 1971 года: после того, как Индия поддержала сторонников независимости Бангладеш, отколовшегося от Пакистана, последний в ответ начал авианалёты на Индию. В ответ Индия захватила 13000 км² пакистанской территории, которые позднее были возвращены в качестве жеста доброй воли.
- Каргильская война: май-июль 1999 г. пакистанские войска и боевики вторглись в индийскую часть Кашмира, когда высоко в горах посты не расставлялись. Индия отвоевала всю потерянную территорию[12].

Между Индией и Пакистаном продолжается гонка ядерных вооружений.

### Международные отношения
Раздел не смог положить конец вражде между индусами и мусульманами. Более миллиона бенгальских индусов и мусульман стали жертвами пакистанских войск в ходе Войны за независимость Бангладеш 1971 г. Мусульмане в Индии периодически подвергаются насилию со стороны индусов: характерным случаем являются столкновения 2002 г. в Гуджарате. С другой стороны индусы, проживающие в Пакистане, подвергаются преследованиям (см. Индуизм в Пакистане, Снос храма в Лахоре 2006).

### Текущая религиозная демография Индии, Пакистана и Бангладеш
Несмотря на массовые миграции во время раздела и после него, светское и федеральное государство Индия до настоящего времени имеет третье по величине в мире мусульманское население (после Индонезии и Пакистана). В Пакистане процент меньшинств существенно меньше.
Индия (население 1095 млн по оценкам 2006 г. по сравнению с 361 млн по переписи 1951 г.)
- 80,5 % индусы (839 млн.)
- 13,10 % мусульмане (143 млн.)
- 2,31 % христиане (25 млн.)
- 2,00 % сикхи (21 млн.)
- 1,94 % буддисты, джайны, зороастрийцы и другие (20 млн.)

Пакистан (2005, оценка — 162 млн по сравнению с 34 млн по переписи 1951 г.)
- 98,0 % мусульмане (159 млн.)
- 1,0 % христиане (1,62 млн.)
- 1,0 % индусы, сикхи и прочие (1,62 млн.)

Бангладеш (2005, оценка — 144 млн по сравнению с 42 млн по переписи 1951 г.)
- 86 % мусульмане (124 млн.)
- 13 % индусы (18 млн.)
- 1 % христиане, буддисты и анимисты (1,44 млн.)